# Standing Ovation: The Greatest Songs from the Stage
Standing Ovation: The Greatest Songs from the Stage è il quarto album in studio della cantante britannica Susan Boyle, pubblicato nel 2012. 
Si tratta di un album di cover di brani provenienti da produzioni cinematografiche e teatrali e comprendente anche alcuni duetti.

## Tracce
1. Somewhere Over the Rainbow – 5:41
2. The Winner Takes It All – 4:49
3. Send in the Clowns – 3:44
4. The Music of the Night (featuring Michael Crawford) – 5:12
5. Bring Him Home – 3:30
6. Memory – 4:06
7. As Long as He Needs Me – 2:49
8. All I Ask of You (featuring Donny Osmond) – 3:43
9. Out Here on My Own – 3:12
10. You'll Never Walk Alone – 3:24
11. This Is the Moment (featuring Donny Osmond) – 3:27

## Classifiche
| Classifica (2012) | Posizione raggiunta |
| ----------------- | ------------------- |
| Australia         | 6                   |
| Canada            | 17                  |
| Regno Unito       | 7                   |
| Stati Uniti       | 12                  |